# Fushigi no Dungeon: Fūrai no Siren 2: Oni Shūrai! Siren-jō!
Fushigi no Dungeon: Fūrai no Siren 2: Oni Shūrai! Siren-jō! (不思議のダンジョン 風来のシレン2 鬼襲来!シレン城!) és un dels pocs videojocs de rol fets per la Nintendo 64. El videojoc és part de la saga Fushigi no Dungeon, i es va llançar només al Japó l'any 2000.